# Сан-Жозе-да-Барра
Сан-Жозе-да-Барра (порт. São José da Barra) — муниципалитет в Бразилии, входит в штат Минас-Жерайс. Составная часть мезорегиона Юг и юго-запад штата Минас-Жерайс. Входит в экономико-статистический микрорегион Пасус. Население составляет 6734 человека на 2006 год. Занимает площадь 312,496 км². Плотность населения — 21,5 чел./км².

## Статистика
- Валовой внутренний продукт на 2003 год составляет 173 775 050,00 реалов (данные: Бразильский институт географии и статистики).
- Валовой внутренний продукт на душу населения на 2003 год составляет 27 059,34 реалов (данные: Бразильский институт географии и статистики).
- Индекс развития человеческого потенциала на 2000 год составляет 0,792 (данные: Программа развития ООН).